# Championnat d'Europe féminin de football des moins de 19 ans 2016
Cet article traite de l'épreuve féminine. Pour la compétition masculine, voir Championnat d'Europe de football des moins de 19 ans 2016.
Navigation
Édition 2015 Édition 2017
La 19e édition du Championnat d'Europe de football féminin des moins de 19 ans  est un tournoi de football féminin qui se tient en Slovaquie, du 19 au 31 juillet 2016. Les joueuses nées après le 1er janvier 1997 peuvent participer à la compétition.

## Qualification
47 équipes féminines membres de l'UEFA participent aux qualifications pour l'Euro féminin des moins de 19 ans. La Slovaquie, en tant que pays organisateur, est qualifiée d'office.

### Équipes qualifiées
| Équipe    | Méthode de qualification            | Meilleures performances passées   |
| --------- | ----------------------------------- | --------------------------------- |
| Slovaquie | Pays hôte                           | Début                             |
| Allemagne | Vainqueur du groupe 1 du Tour élite | Champion (2002, 2006, 2007, 2011) |
| Autriche  | Vainqueur du groupe 2 du Tour élite | Début                             |
| Pays-Bas  | Vainqueur du groupe 3 du Tour élite | Champion (2014)                   |
| Espagne   | Vainqueur du groupe 4 du Tour élite | Champion (2004)                   |
| France    | Vainqueur du groupe 5 du Tour élite | Champion (2003, 2010, 2013)       |
| Suisse    | Vainqueur du groupe 6 du Tour élite | Demi-finaliste (2009, 2011)       |
| Norvège   | Finaliste du groupe 6 du Tour élite | Finaliste (2003, 2008, 2011)      |

## Premier tour

### Groupe A
| Rang | Équipe    | Pts | J | G | N | P | Bp | Bc | Diff |
| ---- | --------- | --- | - | - | - | - | -- | -- | ---- |
| 1    | France    | 6   | 3 | 2 | 0 | 1 | 8  | 2  | +6   |
| 2    | Pays-Bas  | 6   | 3 | 2 | 0 | 1 | 8  | 2  | +6   |
| 3    | Norvège   | 4   | 3 | 1 | 1 | 1 | 1  | 1  | 0    |
| 4    | Slovaquie | 1   | 3 | 0 | 1 | 2 | 0  | 12 | -12  |

#### 1rejournée
| 19 juillet 2016 | Slovaquie | 0 - 6 | Pays-Bas                                                                        | NTC Senec, Senec            |                             |
| 17 h            |           |       | 23e (pen.) Folkertsma · 37e 57e 74e Roord · 40e (csc) Deszathová · 69e Hendriks | Arbitrage : Ivana Martinčić | Arbitrage : Ivana Martinčić |
| 17 h            | Rapport   |       |                                                                                 | Arbitrage : Ivana Martinčić | Arbitrage : Ivana Martinčić |

| 19 juillet 2016 | France  | 0 - 1 | Norvège       | Štadión FC ViOn, Zlaté Moravce |                          |
| 18 h            |         |       | 36e Jørgensen | Arbitrage : Eszter Urbán       | Arbitrage : Eszter Urbán |
| 18 h            | Rapport |       |               | Arbitrage : Eszter Urbán       | Arbitrage : Eszter Urbán |

#### 2ejournée
| 22 juillet 2016 | Pays-Bas       | 1 - 0 | Norvège | Štadión FC ViOn, Zlaté Moravce |                       |
| 18 h            | Folkertsma 56e |       |         | Arbitrage : Lois Otte          | Arbitrage : Lois Otte |
| 18 h            | Rapport        |       |         | Arbitrage : Lois Otte          | Arbitrage : Lois Otte |

| 22 juillet 2016 | Slovaquie | 0 - 6 | France                                                       | NTC Senec, Senec             |                              |
| 19 h            |           |       | 49e 53e 68e Katoto · 51e Mateo · 65e Morroni · 90e Cascarino | Arbitrage : Ivana Projkovska | Arbitrage : Ivana Projkovska |
| 19 h            | Rapport   |       |                                                              | Arbitrage : Ivana Projkovska | Arbitrage : Ivana Projkovska |

#### 3ejournée
| 25 juillet 2016 | Norvège | 0 - 0 (arrêté) | Slovaquie | Štadión FC ViOn, Zlaté Moravce |                            |
| 17 h            |         |                |           | Arbitrage : Linn Andersson     | Arbitrage : Linn Andersson |
| 17 h            | Rapport |                |           | Arbitrage : Linn Andersson     | Arbitrage : Linn Andersson |

Le match a été abandonné après une mi-temps alors que le score était de 0-0, la forte pluie empêchant le match d'aller à son terme sur un terrain devenu impraticable. Au même moment, la France battait les Pays-Bas 2-1. La Slovaquie étant déjà assurée d'être éliminée avant la dernière journée, en cas de victoire de la Norvège celle-ci aurait terminé en tête du groupe à égalité de points avec la France et les Pays-Bas. Or le critère de départage de l'UEFA prend uniquement en compte les résultats entre les équipes concernées : la Norvège, qui avait marqué un but de moins que la France et les Pays-Bas dans les matchs qui les opposaient, se serait classée troisième et ne pouvait donc pas se qualifier pour les demi-finales. Le résultat de ce match arrêté étant sans incidence, il a par conséquent été décidé d'abandonner la rencontre en d'en valider le résultat sur le score de 0-0.
| 25 juillet 2016 | Pays-Bas  | 1 - 2 | France                         | NTC Senec, Senec                   |                                    |
| 17 h            | Roord 60e |       | 18e Katoto · 24e (pen.) Geyoro | Arbitrage : Tania Fernandes Morais | Arbitrage : Tania Fernandes Morais |
| 17 h            | Rapport   |       |                                | Arbitrage : Tania Fernandes Morais | Arbitrage : Tania Fernandes Morais |

### Groupe B
| Rang | Équipe    | Pts | J | G | N | P | Bp | Bc | Diff |
| ---- | --------- | --- | - | - | - | - | -- | -- | ---- |
| 1    | Espagne   | 9   | 3 | 3 | 0 | 0 | 10 | 0  | +10  |
| 2    | Suisse    | 6   | 3 | 2 | 0 | 1 | 8  | 7  | +1   |
| 3    | Allemagne | 3   | 3 | 1 | 0 | 2 | 5  | 6  | -1   |
| 4    | Autriche  | 0   | 3 | 0 | 0 | 3 | 1  | 11 | -10  |

#### 1rejournée
| 19 juillet 2016 | Espagne           | 1 - 0 | Allemagne | OMS Arena Senica, Senec    |                            |
| 18 h            | García 62e (pen.) |       |           | Arbitrage : Linn Andersson | Arbitrage : Linn Andersson |
| 18 h            | Rapport           |       |           | Arbitrage : Linn Andersson | Arbitrage : Linn Andersson |

| 19 juillet 2016 | Autriche | 0 - 4 | Suisse                                    | Stade Myjava, Myjava  |                       |
| 18 h            |          |       | 19e 88e Zehnder · 60e Mégroz · 77e Jenzer | Arbitrage : Lois Otte | Arbitrage : Lois Otte |
| 18 h            | Rapport  |       |                                           | Arbitrage : Lois Otte | Arbitrage : Lois Otte |

#### 2ejournée
| 22 juillet 2016 | Espagne                                      | 4 - 0 | Autriche | Stade Myjava, Myjava               |                                    |
| 18 h            | Sánchez 5e 29e · L. García 69e · Bonmati 83e |       |          | Arbitrage : Tania Fernandes Morais | Arbitrage : Tania Fernandes Morais |
| 18 h            | Rapport                                      |       |          | Arbitrage : Tania Fernandes Morais | Arbitrage : Tania Fernandes Morais |

| 22 juillet 2016 | Allemagne                 | 2 - 4 | Suisse                                     | OMS Arena Senica, Senica    |                             |
| 18 h            | Sanders 3e · Freigang 70e |       | 6e Megroz · 64e 72e Surdez · 90+1e Zehnder | Arbitrage : Ivana Martinčić | Arbitrage : Ivana Martinčić |
| 18 h            | Rapport                   |       |                                            | Arbitrage : Ivana Martinčić | Arbitrage : Ivana Martinčić |

#### 3ejournée
| 25 juillet 2016 | Suisse  | 0 - 5 | Espagne                                               | Stade Myjava, Myjava         |                              |
| 18 h            |         |       | 15e 47e N. García · 36e Hernández · 52e 74e L. García | Arbitrage : Ivana Projkovska | Arbitrage : Ivana Projkovska |
| 18 h            | Rapport |       |                                                       | Arbitrage : Ivana Projkovska | Arbitrage : Ivana Projkovska |

| 25 juillet 2016 | Allemagne                                | 3 - 1 | Autriche  | OMS ARENA Senica, Senica |                          |
| 18 h            | Ehegötz 43e · Freigang 58e · Sanders 73e |       | 84e Feric | Arbitrage : Eszter Urbán | Arbitrage : Eszter Urbán |
| 18 h            | Rapport                                  |       |           | Arbitrage : Eszter Urbán | Arbitrage : Eszter Urbán |

## Tableau final
|  | Demi-finales      | Demi-finales      |        |   | Finale            | Finale            |
|  | Demi-finales      | Demi-finales      |        |   | Finale            | Finale            |
|  |                   |                   |        |   |                   |                   |
|  | 28 juillet, Senec | 28 juillet, Senec |        |   | 31 juillet, Senec | 31 juillet, Senec |
|  | 28 juillet, Senec | 28 juillet, Senec |        |   | 31 juillet, Senec | 31 juillet, Senec |
|  | France            | 3                 |        |   | 31 juillet, Senec | 31 juillet, Senec |
|  | France            | 3                 |        |   | 31 juillet, Senec | 31 juillet, Senec |
|  | Suisse            | 1                 |        |   | 31 juillet, Senec | 31 juillet, Senec |
|  | Suisse            | 1                 | France | 2 |                   |                   |
|  | 28 juillet, Senec |                   | France | 2 |                   |                   |
|  |                   | Espagne           | 1      |   |                   |                   |
|  | Espagne           | Espagne           | 1      | 4 |                   |                   |
|  | Espagne           |                   |        | 4 |                   |                   |
|  | Pays-Bas          | 3                 |        |   |                   |                   |
|  | Pays-Bas          | 3                 |        |   |                   |                   |

### Demi-finales
| 28 juillet 2016 | France                     | 3 - 1 | Suisse       | NTC Senec, Senec      |                       |
| 16 h            | Mateo 46e 54e · Katoto 50e |       | 44e Reuteler | Arbitrage : Lois Otte | Arbitrage : Lois Otte |
| 16 h            | Rapport                    |       |              | Arbitrage : Lois Otte | Arbitrage : Lois Otte |

| 28 juillet 2016 | Espagne                             | 4 - 3 | Pays-Bas                                | NTC Senec, Senec           |                            |
| 20 h 30         | Hernández 25e 68e 81e · Cazalla 73e |       | 22e Admiraal · 59e Roord · 84e Hendriks | Arbitrage : Linn Andersson | Arbitrage : Linn Andersson |
| 20 h 30         | Rapport                             |       |                                         | Arbitrage : Linn Andersson | Arbitrage : Linn Andersson |

### Finale
| 31 juillet 2016 | France                  | 2 - 1   | Espagne       | NTC Senec, Senec         |                          |
| 19 h            | Geyoro 36e · Katoto 66e | (1 - 0) | 84e L. García | Arbitrage : Eszter Urbán | Arbitrage : Eszter Urbán |
| 19 h            | Rapport                 |         |               | Arbitrage : Eszter Urbán | Arbitrage : Eszter Urbán |

| Championne d'Europe de football féminin des moins de 19 ans 2016 France 4e titre |